# Muzeul Zambaccian

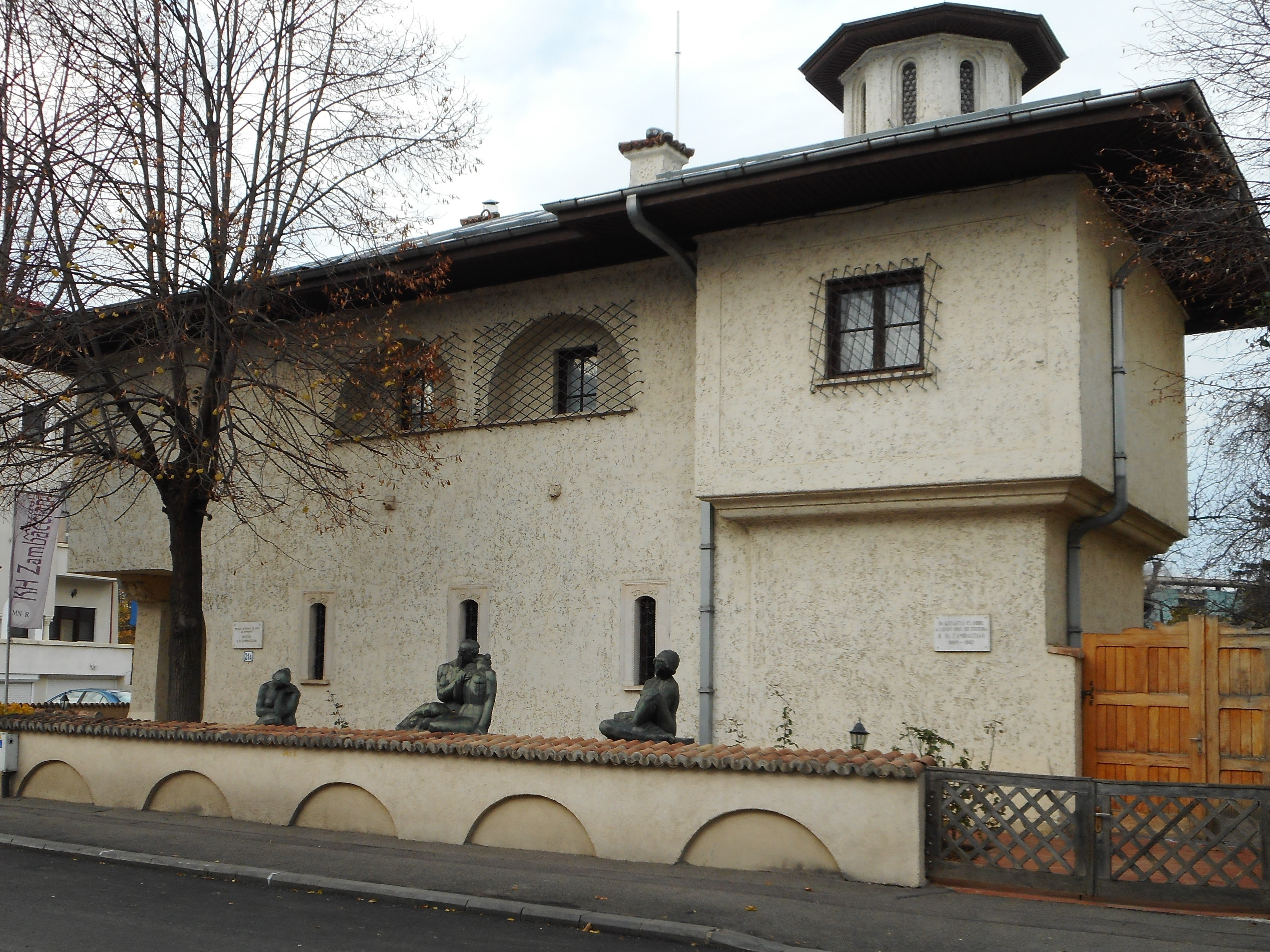
Außenansicht des Muzeul Zambaccian

Das Zambaccian-Museum (rumänisch: Muzeul Zambaccian) in Bukarest, Rumänien ist ein Museum im ehemaligen Wohnhaus Krikor Zambaccians (1889–1962), eines rumänischen Geschäftsmannes und Kunstsammlers armenischen Herkunft. Das Museum wurde 1947 gegründet, 1977 vom Ceaușescu-Regime geschlossen und 1992 wiedereröffnet. Heute ist es ein Teil des Nationalen Kunstmuseums von Rumänien. Seine Sammlung umfasst Werke rumänischer Künstler, darunter ein Porträt seines Gründers von Corneliu Baba und Werke verschiedener französischer Impressionisten. Es befindet sich im Norden Bukarests, unweit der Piața Dorobanților in einer Straße, die heute nach Zambaccian und dem Museum benannt ist.
Der Öffentlichkeit ist es seit 19. Mai 1947 zugänglich. Die Stiftungsurkunde legte fest, dass es in Zambaccians vormaligem Wohnhaus beherbergt sein müsse. Nach dem Erdbeben von 1977, das am Museumsgebäude keinen erkennbaren Schaden anrichtete, schuf die rumänische Regierung aus vielen kleinen städtischen Museen Bukarests und einer Anzahl enteigneter privater Sammlungen das Museum der Kunstsammlungen. Nach der Rumänischen Revolution von 1989 verblieb die Zambaccian-Sammlung zunächst im Museum der Kunstsammlungen; 1992 wurde sie an ihre historische Örtlichkeit zurückgebracht.
Zu den gesammelten Künstlern zählen die Rumänen Theodor Aman, Ion Andreescu, Corneliu Baba, Henri Catargi, Alexandru Ciucurencu, Horia Damian, Nicolae Dărăscu, Lucian Grigorescu, Nicolae Grigorescu, Iosif Iser, Ștefan Luchian, Samuel Mutzner, Alexandru Padina, Theodor Pallady, Gheorghe Petrașcu, Vasile Popescu, Camil Ressu und Nicolae Tonitza, die Franzosen Pierre Bonnard, Paul Cézanne (das Museum besitzt den einzigen Cézanne in Rumänien), Jean-Baptiste Camille Corot, Eugène Delacroix, André Derain, Raoul Dufy, Albert Marquet, Henri Matisse, Camille Pissarro, Pierre-Auguste Renoir und Maurice Utrillo, dazu Werke zweier weiterer Künstler, die in Frankreich lebten, des Spaniers Pablo Picasso und des Engländers Alfred Sisley. Im Hof steht eine große Skulptur des rumänischen Bildhauers Oscar Han, weitere Skulpturen in der Sammlung stammen von Constantin Brâncuși, Cornel Medrea, Milița Pătrașcu, Dimitrie Paciurea und Frederic Storck.